# Przecieszyn
Przecieszyn (deutsch Pschezieschin) ist eine Ortschaft mit einem Schulzenamt der Gemeinde Brzeszcze im Powiat Oświęcimski der Woiwodschaft Kleinpolen in Polen.

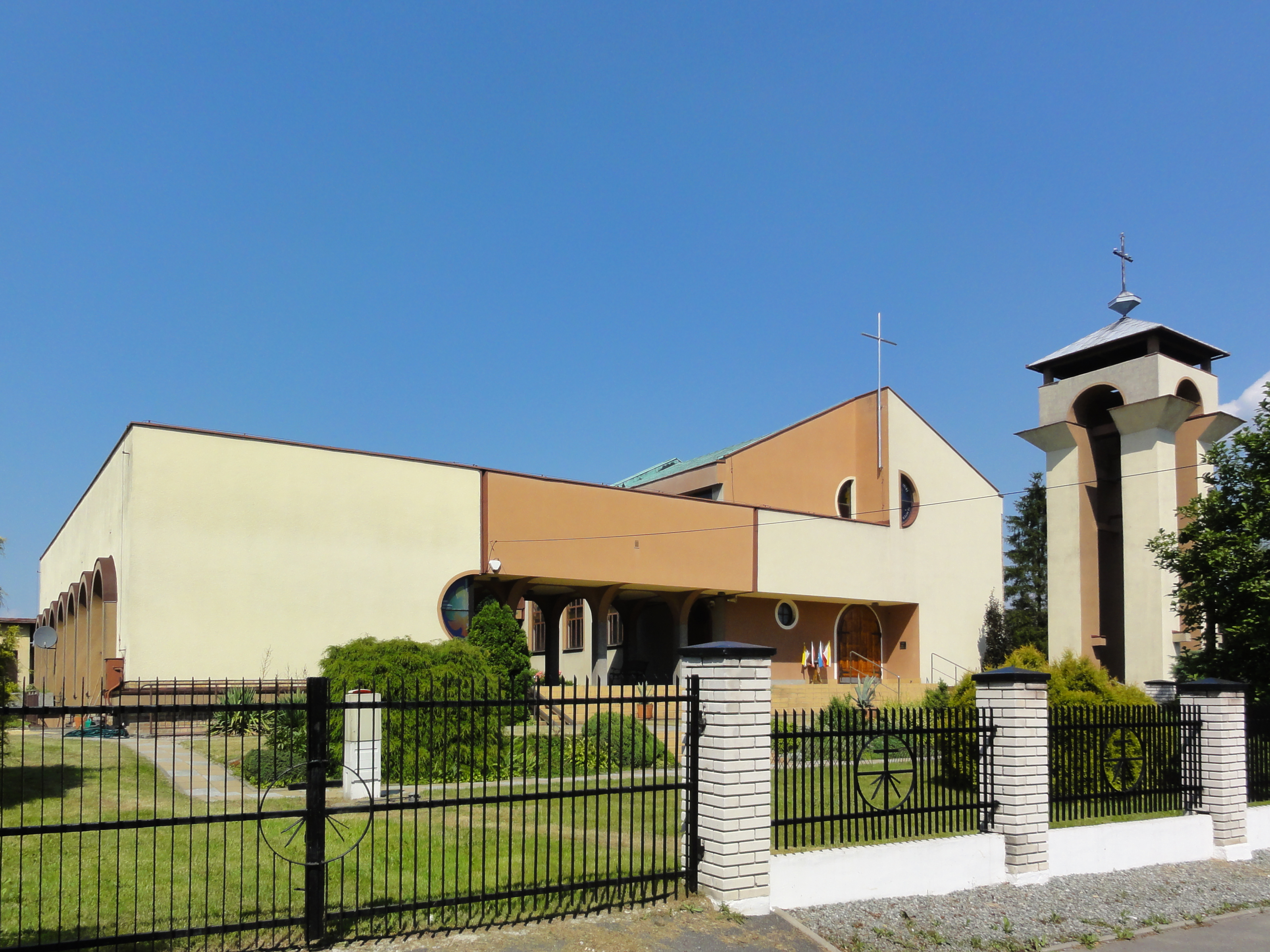
Ortskirche

## Geografie
Przecieszyn liegt im Auschwitzer Becken (Kotlina Oświęcimska), etwa 20 km nordöstlich von Bielsko-Biała und 55 km südwestlich von Kraków im Powiat (Kreis) Oświęcim.
Nachbarorte sind die Stadt Brzeszcze im Westen, Wilczkowice im Nordosten, Skidziń im Osten, Zasole im Südosten, Jawiszowice im Süden.

## Geschichte
In den Jahren 1441–1445 war das Dorf im Besitz eines gewissen Gothardus z Przetieszyna. Der Name ist vom Personennamem Przeciesza mit dem Suffix -in abgeleitet.
Politisch gehörte das Dorf ursprünglich zum Herzogtum Auschwitz unter Lehnsherrschaft des Königreichs Böhmen. Im Jahre 1457 wurde das Herzogtum mit dem Dorf Przeczeschyn vom polnischen König abgekauft. 1564 wurde Przecieszyn als Teil des neuen Kreises Schlesien der Woiwodschaft Krakau an das Königreich Polen, ab 1569 die polnisch-litauische Adelsrepublik, völlig inkorporiert.
Bei der Ersten Teilung Polens kam Przecieszyn 1772 zum neuen Königreich Galizien und Lodomerien des habsburgischen Kaiserreichs (ab 1804). Ab 1782 gehörte das Dorf zum Myslenicer Kreis (1819 mit dem Sitz in Wadowice). Nach der Aufhebung der Patrimonialherrschaften bildete es ab 1850 eine Gemeinde im Bezirk Biała.
1918, nach dem Ende des Ersten Weltkriegs und dem Zusammenbruch der k.u.k. Monarchie, kam Przecieszyn zu Polen. Unterbrochen wurde dies nur durch die Besetzung Polens durch die Wehrmacht im Zweiten Weltkrieg. Es gehörte dann unter dem Namen Pschezieschin zum Landkreis Bielitz im Regierungsbezirk Kattowitz in der Provinz Schlesien (seit 1941 Provinz Oberschlesien).
Von 1975 bis 1998 gehörte Przecieszyn als Teil der Gemeinde Brzeszcze zur Woiwodschaft Kattowitz.

## Persönlichkeiten
Przecieszyn ist der Wohnort von Beata Szydło.